# 王孫賈
王孙贾（？—？），春秋时期卫国人物。
前502年，晋国和卫灵公结盟，瞧不起卫国。卫灵公发怒，王孙贾快步走进，说：“结盟是用来伸张礼仪的，就像卫国国君所做的，难道敢不奉礼仪而接受盟约？”卫灵公想要背叛晋国，又担心大夫们反对。王孙贾让卫灵公住在郊外，对他说：“如果卫国有了灾难，工匠商人未尝不是祸患，要让他们全都离开才行。”卫灵公把话告诉大夫，于是就要他们都离开。已经定了起程日期，卫灵公让国内的人们朝见，派王孙贾向大家说：“如果卫国背叛晋国，晋国攻打我们五次，会危险到什么程度？”大家都说：“攻打我们五次，还可以有能力作战。”王孙贾说：“那么应当先背叛晋国，发生危险再送人质，还不晚吧？”于是就背叛晋国，晋国人请求重新结盟，卫国人不同意。